# Krkonošské rozsochy
Krkonošské rozsochy jsou geomorfologický podcelek Krkonoš. Tvoří pás území v jejich jižní části sahající od západního po východní okraj. Částečně leží na území Libereckého a částečně na území Královéhradeckého kraje.

## Geomorfologie
Krkonošské rozsochy náleží do geomorfologického celku Krkonoš. Jedná se o šestici rozsoch/geomorfologických okrsků vybíhajících z hlavních Krkonošských hřbetů (v jediném případě pak jedna z druhé) přibližně jižním směrem. Na západě sousedí s Jizerskými horami, na východě s Broumovskou vrchovinou. Vrchlabská vrchovina, nejnižší a nejjižnější podcelek Krkonoš, nelemuje rozsochy po celé jejich délce, a tak na jihozápadě a jihovýchodě na ně navazuje i Krkonošské podhůří.
Velká většina podcelku se nachází na území Krkonošského národního parku a v povodí Labe. Pouze východní svahy spadající na polské území patří do povodí Odry, konkrétně jejího levého přítoku Bóbru.

### Jednotlivé rozsochy /okrsky
- Vilémovská hornatina je napojena na Západní Český hřbet v sedle Ručičky. Skládá se z Rokytnické hornatiny, která je vymezena toky Rýžovištního potoka, Mumlavy, Jizery a Huťského potoka, a Kapradnické hornatiny, což je jediná část Krkonoš na západním břehu Jizery.
- Vlčí hřbet je napojen na Západní Český hřbet v prostoru Dvoraček a je vymezen Huťským potokem a Jizerkou.
- Žalský hřbet je napojen na Západní Český hřbet v prostoru Horních Míseček a je vymezen Jizerkou a Labem.
- Černohorská hornatina je napojena na Východní Český hřbet v prostoru Výrovky a je vymezena Labem a Úpou. Její nejvyšší vrchol Zadní Planina (1423 m) je zároveň nejvyšším vrcholem celých Krkonošských rozsoch.
- Růžohorská rozsocha se skládá ze dvou dílčích rozsoch, které jsou napojeny na Východní Slezský hřbet v sedlech Sněžky a Svorové hory. Vymezena je tokem Úpy a Malé Úpy.
- Maloúpská rozsocha je napojena na Východní Slezský hřbet v prostoru Pomezních Bud a je vymezena tokem Malé Úpy a Lysečinského potoka.
- Rýchory se nacházejí na východním okraji Krkonoš, jsou napojeny na sousední Maloúpskou rozsochu v prostoru Albeřického vrchu a jsou vymezeny na západě tokem Lysečinského potoka a Úpy. Na východě jejich svahy spadají již do Broumovské vrchoviny.

| Geomorfologické členění Krkonoš                                                      | Geomorfologické členění Krkonoš | Geomorfologické členění Krkonoš                                                        |
| ------------------------------------------------------------------------------------ | ------------------------------- | -------------------------------------------------------------------------------------- |
| ČESKÁ VYSOČINA • Krkonošsko-jesenická subprovincie • Krkonošská oblast               |                                 |                                                                                        |
| KRKONOŠSKÉ HŘBETY                                                                    | Slezský hřbet                   | Západní Slezský hřbet (Vysoké kolo, 1510 m) Východní Slezský hřbet (Sněžka, 1603 m)    |
| KRKONOŠSKÉ HŘBETY                                                                    | Český hřbet                     | Západní Český hřbet (Kotel, 1435 m) Východní Český hřbet (Luční hora, 1556 m)          |
| KRKONOŠSKÉ ROZSOCHY                                                                  | Vilémovská hornatina            | Kapradnická hornatina (Bílá skála, 968 m) Rokytnická hornatina (Čertova hora, 1023 m)  |
| KRKONOŠSKÉ ROZSOCHY                                                                  | Vlčí hřbet                      | nečlení se (Vlčí hřeben, 1140 m)                                                       |
| KRKONOŠSKÉ ROZSOCHY                                                                  | Žalský hřbet                    | nečlení se (Mechovinec, 1081 m)                                                        |
| KRKONOŠSKÉ ROZSOCHY                                                                  | Černohorská hornatina           | Stráženská rozsocha (Zadní Planina, 1423 m) Černohorská rozsocha (Liščí hora, 1363 m)  |
| KRKONOŠSKÉ ROZSOCHY                                                                  | Růžohorská hornatina            | Růžohorská rozsocha (Růžová hora, 1396 m) Maloúpská rozsocha (Lysečinská hora, 1190 m) |
| KRKONOŠSKÉ ROZSOCHY                                                                  | Rýchory                         | nečlení se (Dvorský les, 1035 m)                                                       |
| VRCHLABSKÁ VRCHOVINA                                                                 | Janský hřbet                    | nečlení se (Zlatá vyhlídka S, 810 m)                                                   |
| VRCHLABSKÁ VRCHOVINA                                                                 | Lánovská vrchovina              | nečlení se (Sovinec, 765 m)                                                            |
| PROVINCIE • Subprovincie • Oblast / Celek / PODCELEK • Okrsek • Podokrsek • (vrchol) |                                 |                                                                                        |